# Habenaria pelorioides
Habenaria pelorioides är en orkidéart som beskrevs av C.S.P.Parish och Heinrich Gustav Reichenbach. Habenaria pelorioides ingår i släktet Habenaria och familjen orkidéer. Inga underarter finns listade i Catalogue of Life.